# Richard William Scott
Pour les articles homonymes, voir Scott.
Richard William Scott, né le 24 février 1825 à Prescott et mort le 23 avril 1913 à Ottawa, est un homme politique canadien. Il est maire de Bytown (aujourd'hui Ottawa) et député à l'Assemblée législative de l'Ontario de 1867 à 1874.

## Biographie
Scott est né le 24 février 1825 à Prescott au Haut-Canada, descendant d'une famille du comté de Clare. Avocat de formation, Scott est admis au barreau en 1848 et établit un cabinet à Bytown (aujourd'hui Ottawa).

## Vie privée
Richard William Scott marie à Mary Heron le 8 novembre 1853 à Philadelphie. Le couple a trois fils, dont William L. Scott et D'Arcy Scott, et cinq filles. Un fils et une fille meurent bébés. Le couple vit au 274, avenue Daly, Ottawa. Avant son mariage, Mary Heron est une chanteuse professionnelle qui fait des tournées au Canada et aux États-Unis en tant que membre de "The Heron sisters". Elle siège au comité exécutif du Conseil national des femmes et est vice-présidente du conseil local.

## Hommages
Entre 1862 et 1863, Scott fait construire une résidence situé dans le secteur Hull à Gatineau. Aujourd'hui, la maison Fairview est classé comme monument historique.